# Зберовський Василь Владиславович

Зберовський В. В. 2011 рік. Гаспра, Крим.

Зберовський Василь Владиславович  — український науковець, доктор технічних наук. Працює в Інституті геотехнічної механіки ім. М. С. Полякова Національної академії наук України.

## Біографія
1998 Кандидат технічних наук, Спеціальність: Технічні науки. 05.15.02 — Підземна розробка родовищ корисних копалин. Дніпропетровськ. Інститут геотехнічної механіки імені М. С. Полякова. Тема дис. : «Розробка способу зниження викидонебезпечності вугільних пластів гідродинамічною дією в нижній частині смуг, що відробляються щитовими агрегатами»
2009 Старший науковий співробітник за спеціальністю «Охорона праці»;;
2019 Доктор технічних наук; Дніпро. Установа: Інститут геотехнічної механіки імені М. С. Полякова. Тема дис. : «Розвиток науково-технічних основ гідроімпульсної дії на викидонебезпечні вугільні пласти»
1993—1999 рр. провідний інженер ІГТМ НАН України;
1999—2001 рр. молодший науковий співробітник ІГТМ НАН України;
2001—2006 рр. науковий співробітник ІГТМ НАН України;
2006—2020 рр. старший науковий співробітник ІГТМ НАН України;
2020 — по т.ч. завідувач відділом проблем технологій підземної розробки вугільних родовищ.

## Науковий доробок
Автор понад 130 наукових робіт, у тому числі, 2 монографії, 10 авторських свідоств і патенти на винаходи[джерело не вказане 1284 дні].
- 1. Система "уголь-газ" в углеводородах угольного генезиса: монография / В. В. Соболев, А. С. Поляшов, В. В. Зберовский, А. А. Ангеловский, И. Ф. Чугунков / Днепропетровск, АРТ-ПРЕСС, 2013. — 248 с.
- 2. Физическая механика выбросоопасных углей: монография /В. В. Соболев, А. В. Чернай, В. В. Зберовский, А. С. Поляшов, А. О. Филиппов; под общ. ред.. проф. В. В. Соболева. — Запорожье: ПРИВОЗ ПРИНТ, 2014.- 304 с.

## Нагороди і відзнаки
Нагороджений знаком «Шахтарська Слава» 3-го ступеня[джерело не вказане 1284 дні].